# 山川小川
山川小川（やまがわおがわ）は、鹿児島県指宿市の大字。旧揖宿郡山川町大字小川。人口は1,095人、世帯数は430世帯（2010年10月1日現在）。郵便番号は891-0515である。

## 地理
指宿市の中南部、鰻池南岸、小川流域に位置する畑作中心の農業地域である。字域の東方に山川成川、山川福元、西方に山川大山、山川浜児ケ水にそれぞれ隣接している。
字域の中央部を東西に国道226号が通り、字域東部にある指宿市山川小川交差点から西方向に鹿児島県道241号大山開聞線が分岐している。
字域の南部には地熱発電所である九州電力の山川発電所が所在している。1995年に九州地熱により営業運転が開始され、九州では3か所目となる地熱発電所となった。

## 歴史
1960年（昭和35年）に山川町大字成川（現在の指宿市山川成川）の一部より分割され、山川町の大字「小川」として設置された。
2006年（平成18年）1月1日に山川町が指宿市及び開聞町と新設合併し、新制の指宿市となり、大字名はそれまでの大字名に自治体の名称を冠したものに改称することとなり、大字小川は指宿市の大字「山川小川」となった。

### 字域の変遷
| 実施後   | 実施年             | 実施前         |
| -------- | ------------------ | -------------- |
| 大字小川 | 1960年（昭和35年） | 大字成川の一部 |

## 施設
教育
- たいせい保育園

電力
- 九州電力山川発電所

## 小・中学校の学区
市立小・中学校に通う場合、学区（校区）は以下の通りとなる。
| 大字     | 地区 | 小学校             | 中学校             |
| -------- | ---- | ------------------ | ------------------ |
| 山川小川 | 全域 | 指宿市立山川小学校 | 指宿市立山川中学校 |

## 交通

### 道路
国道
- 国道226号（小川バイパス）

県道
- 鹿児島県道241号大山開聞線

### 鉄道
指宿枕崎線が字域の中央部を東西に横断しているが、駅は設置されていない。最寄り駅は隣接する山川大山に所在する大山駅である。